# Catherine Dufour
Pour les articles homonymes, voir Dufour.
Catherine Dufour, née le 17 avril 1966 à Paris, est une romancière, nouvelliste et informaticienne française. Elle écrit des romans et des nouvelles de fantasy, de science-fiction et de littérature blanche utilitaires.
Elle est lauréate des prix Merlin, Rosny aîné, Bob Morane, Lundi, Masterton et du Grand Prix de l’imaginaire. Avec d'autres auteurs de science-fiction, elle fonde le « collectif Zanzibar » afin de développer une réflexion commune pour « désincarcérer le futur ».

## Biographie
Catherine Dufour naît le 17 avril 1966 à Paris. Après un bac scientifique Catherine Dufour se lance dans une préparation HEC. Puis elle intègre une école de commerce avant de travailler dans le domaine de la formation.[réf. nécessaire] L'arrivée des technologies informatiques pour le grand public au milieu des années 1990 la pousse à entreprendre des études d'informatique pour devenir ingénieure,,. Elle réalise des bibliothèques numériques. Depuis 2014, elle est Responsable du service communication et action culturelle de la bibliothèque de l'Université Paris 8. Elle est aussi chargée de cours à Sciences Po Paris.
Catherine Dufour écrit dans Le Monde diplomatique où elle a notamment produit une analyse de Cinquante Nuances de Grey ainsi qu'un article sur l'autrice américaine Ursula K. Le Guin et un autre plus général sur la science-fiction.
Elle rédige également des préfaces de romans ou de recueils de nouvelles de science-fiction comme Le diapason des mots et des misères, de Jérôme Noirez, Women in chains de Thomas Day ou encore Espaces insécables de Sylvie Lainé.
Fine connaisseuse du milieu de l'imaginaire, elle partage ses lectures lors des émissions spéciales de la Méthode scientifique, intitulées "De la SF plein la valise" en 2017, 2019 et 2021.

## Analyse de l'œuvre
Catherine Dufour écrit beaucoup de nouvelles dans les genres de l'imaginaire, comme L'accroissement mathématique du plaisir, qui décrit l'émotion extrême qu'on peut ressentir face à une œuvre d'art ou L'Immaculée Conception, inspirée de son expérience de la grossesse et lauréate du Grand prix de l'Imaginaire 2008.
À partir des années 2000, elle aborde dans ses ouvrages des thèmes comme le transhumanisme, la virtualité ou les modifications génétiques. Son roman Le Goût de l'immortalité reçoit les prix Bob Morane, Rosny aîné et Lundi en 2006 et le Grand prix de l'Imaginaire en 2007. On y suit le personnage Cmatic, qui enquête sur des cas d'une maladie qu'on croyait éradiquée depuis un siècle et fait la rencontre d'une adolescente étrange. L'écriture de Catherine Dufour est qualifiée de dense, précise, fluide, son humour aussi féroce que désabusé et son portrait de la narratrice comme l'un des plus beaux qu'on ait lu dans la science-fiction,. Ce roman a imposé son autrice comme une figure incontournable de la scène science-fictive française.
En 2009, elle place son roman Outrage et rébellion au sein d'un univers quelque peu semblable à celui du Goût de l'immortalité en 2320 dans l'Ouest de la Chine, pour conter l'histoire de Marquis, qui invente une musique pleine de colère qui va fédérer les élèves de sa pension contre leurs surveillants. Elle use ici d'un style beaucoup plus cru, s'inspirant de l'essai Please Kill Me - L'histoire non censurée du punk de Legs McNeil et Gillian McCain.
Dans le roman fantastique Entends la nuit, publié en 2018, lauréat du prix Masterton et qualifié de radical et original, Catherine Dufour reprend la thématique de l'homme puissant tombant amoureux d'une femme de condition modeste, dans un récit où le suspens côtoie l'érotisme,.
Ses deux recueils de nouvelles, L'Accroissement mathématique du plaisir (2008) et L'Arithmétique terrible de la misère (2020) confirment son statut d'écrivaine de référence, capable de s'exprimer dans tous les genres. Ils apportent un souffle nouveau à la littérature, avec des textes pessimistes et un style caustique offrant une lecture du monde sombre et désespérée. Ils montrent aussi la capacité de l'autrice à s'approprier des univers ou des œuvres pour les réinterpréter à sa manière, comme Peter Pan, Je suis une légende ou Alice au Pays des Merveilles.
En 2020, elle publie Au bal des absents, qualifié de "thriller fantastique qui croise avec virtuosité frayeurs gothiques et angoisses ultra-contemporaines".

### Une série aux nombreuses influences
Dès sa première série Quand les Dieux buvaient, Catherine Dufour mélange beaucoup d'inspirations et de styles narratifs : on retrouve des personnages de contes tels que Blanche-Neige ou Merlin autant que des personnages historiques comme Évariste Galois, des inspirations de textes médiévaux, ou réinterprétant des épopées fantastiques (comme L'immortalité moins 6 minutes, qui reprend un scénario similaire à celui du Seigneur des anneaux de J. R. R. Tolkien), dans une volonté de revisiter et déconstruire les contes de fées à la manière absurde de Terry Pratchett . Chaque tome possède son ambiance propre, souvent en équilibre entre deux inspirations (au minimum) : conte et texte sacré pour le tome 1, fantastique et culture numérique pour le tome 2, légende arthurienne et science-fiction pour le tome 3, conte et médiéval-fantastique pour le dernier tome.
Son style est souvent caustique et cynique. Elle montre également une grande maîtrise et une connaissance des textes médiévaux, notamment de l'Historia Regum Britanniae de Geoffroy de Monmouth, texte rédigé entre 1135 et 1138.
En parallèle, elle rend hommage à Terry Pratchett dans un dossier dédié dans Faërie n°8 (Ed. Nestiveqnen, 2002), dans un article du Panorama illustré de la fantasy & du merveilleux (Ed. Les moutons électriques, 2004), lors du colloque Bornes & traversées, sémiotique des frontières (actes publiés aux Ed. L’Harmattan, 2019) ou encore dans l'émission de radio Blockbusters, animée par Frédérick Sigrist, en 2021.

### Un engagement féministe
Irritée par les rôles assignés aux jeunes filles dans un catalogue de jouets qu'elle consulte avec son fils, elle écrit le Guide des métiers pour les petites filles qui ne veulent pas finir princesses, où elle met en avant 50 métiers qui font rêver, comme cosmonaute ou aventurière.
En 2019, elle publie Ada ou la beauté des nombres. Lovelace, une pionnière en informatique, première biographie sur Ada Lovelace en français. Son écriture, ses traits d'esprits et son style mordant sont loués. Pour ce livre, elle sera notamment invitée par le magazine féminin Madmoizelle par l'émission de radio La Méthode scientifique ou l'émission de télévision La Maison des Maternelles.

## Animations et interventions
Catherine Dufour donne régulièrement des conférences sur le rôle de l'imaginaire et de l'anticipation dans nos sociétés.
En 2016, elle fonde le collectif Zanzibar avec d'autres auteurs de science-fiction, dont Norbert Merjagnan et Alain Damasio, Stéphane Beauverger, Sylvie Laisné, Laurent Kloetzer, Sabrina Calvo et Léo Henry pour avoir une réflexion commune afin de « désincarcérer le futur »,,. Dans ce cadre, elle intervient notamment lors de Nuit Debout en 2016, elle lance le projet d'écriture "1000 jours en mars", elle participe à la Biennale du design de Saint-Etienne en 2017 ou encore à la semaine "Décloisonner l’avenir" à Tarnac en 2017.
Dans le même esprit, elle anime des ateliers d'écriture intitulés "Bright Mirror", qui, à l'inverse de la série télévisée "Black Mirror", parient sur l’utopie,.
En 2018, elle intervient, aux côtés de Li-Cam, à l'Université d'automne de la CFE-CGC, sur la thématique du travail de demain, abordée dans le recueil éponyme publié à La Volte.
En 2020, elle anime des ateliers d'écriture autour de l'imaginaire de l'exploration lunaire, organisés par l'ANRT, présidé par le CNES et l'ESA.
En 2022, elle intervient lors d'une table ronde sur l'uchronie à la Cité des sciences et de l'industrie, en compagnie de l'enseignante et chercheuse spécialisée en science-fiction Natacha Vas-Deyres.

### L'informatique, l'intelligence artificielle et les cyborgs

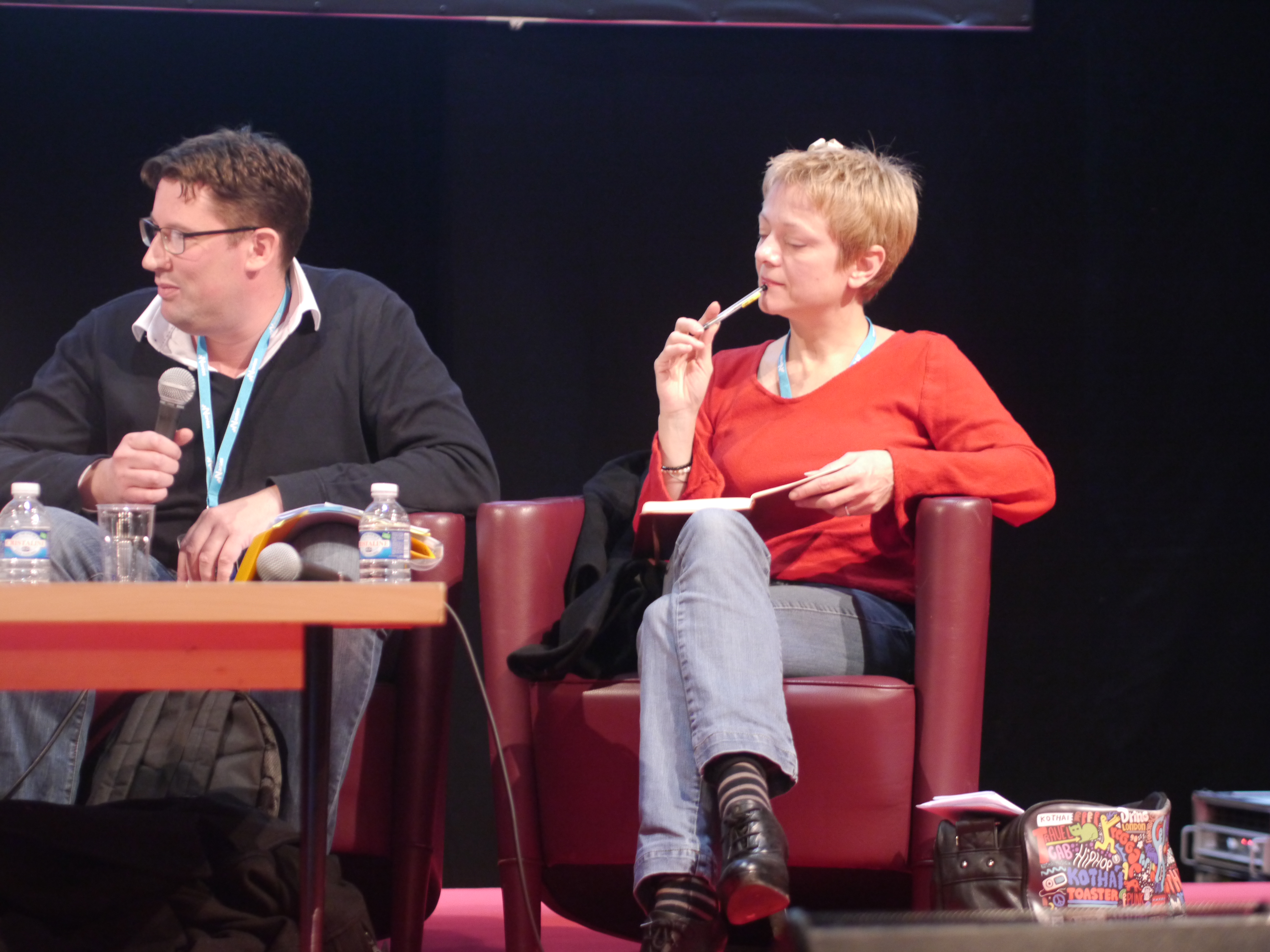
Catherine Dufour (à droite) lors de la table ronde Peut-on mimer le cerveau par un calcul?, aux Utopiales, 2014.

Forte des univers de science-fiction où elle aborde le transhumanisme et la virtualité, Catherine Dufour est régulièrement invitée à s'exprimer sur la question des corps et des liens avec les machines et les intelligences artificielles.
En 2016, elle aborde l'univers de l'écrivain Philip K. Dick au Collège des Bernardins et dans les émissions Ping Pong sur France Culture et Le Nouveau rendez-vous sur France inter. Elle évoque l'impact de l'intelligence artificielle sur les humains, lors du salon Futur en seine, à la Gaîté Lyrique ainsi que la thématique du cyborg ou de l'homme augmenté, dans l'émission Du Grain à moudre, sur France Culture.
En 2017, elle intervient aux côtés du chercheur en intelligence artificielle Jean-Claude Heudin et de Nicolas Sekkaki, président d'IBM France dans une table ronde organisée par La Tribune. Elle évoque le transhumanisme dans les émissions Le Débat de midi et Quand on sera grand, sur France inter. En 2018, elle évoque les liens entre littérature, intelligence artificielle et transhumanisme à la Bibliothèque municipale de Lyon dans le cadre du festival Les Intergalactiques et du Printemps du Numérique.
En 2019 et 2020, elle participe à l'émission "La Curiosité est un vilain défaut", sur RTL, où elle dresse les portraits d'Ada Lovelace et d'Alan Turing, pionniers de l'informatique. Elle renouvelle l'expérience en 2020, dans un épisode de l'émission La Conversation scientifique, présenté par Etienne Klein, sur Ada Lovelace. La même année, elle prend part à une journée professionnelle en amont du salon Arts-Sciences Technologies Experimenta, à Grenoble, pour évoquer nos liens avec l'intelligence artificielle.

### Le corps, le sexe et la santé
En 2017, elle donne une conférence intitulée "Anticiper le futur de la santé, un enjeu éthique" à l'Hôpital Saint-Louis de Paris et participe à la table ronde "Le futur du sexe", avec Maïa Mazaurette, Agnès Giard et Yann Minh, à l'Opéra Bastille, dans le cadre du festival du Monde.
En 2019, elle collabore à la conception de l'exposition « Code : Alimentation. Explorez le futur de vos assiettes », en compagnie des auteurs de science-fiction Li-Cam, Jean-Claude Dunyach et Norbert Merjagnan. L'exposition est présentée au Quai des savoirs du 18 décembre 2019 au 6 septembre 2020 à Toulouse.

### Les carrières féminines et la place des femmes dans l'imaginaire

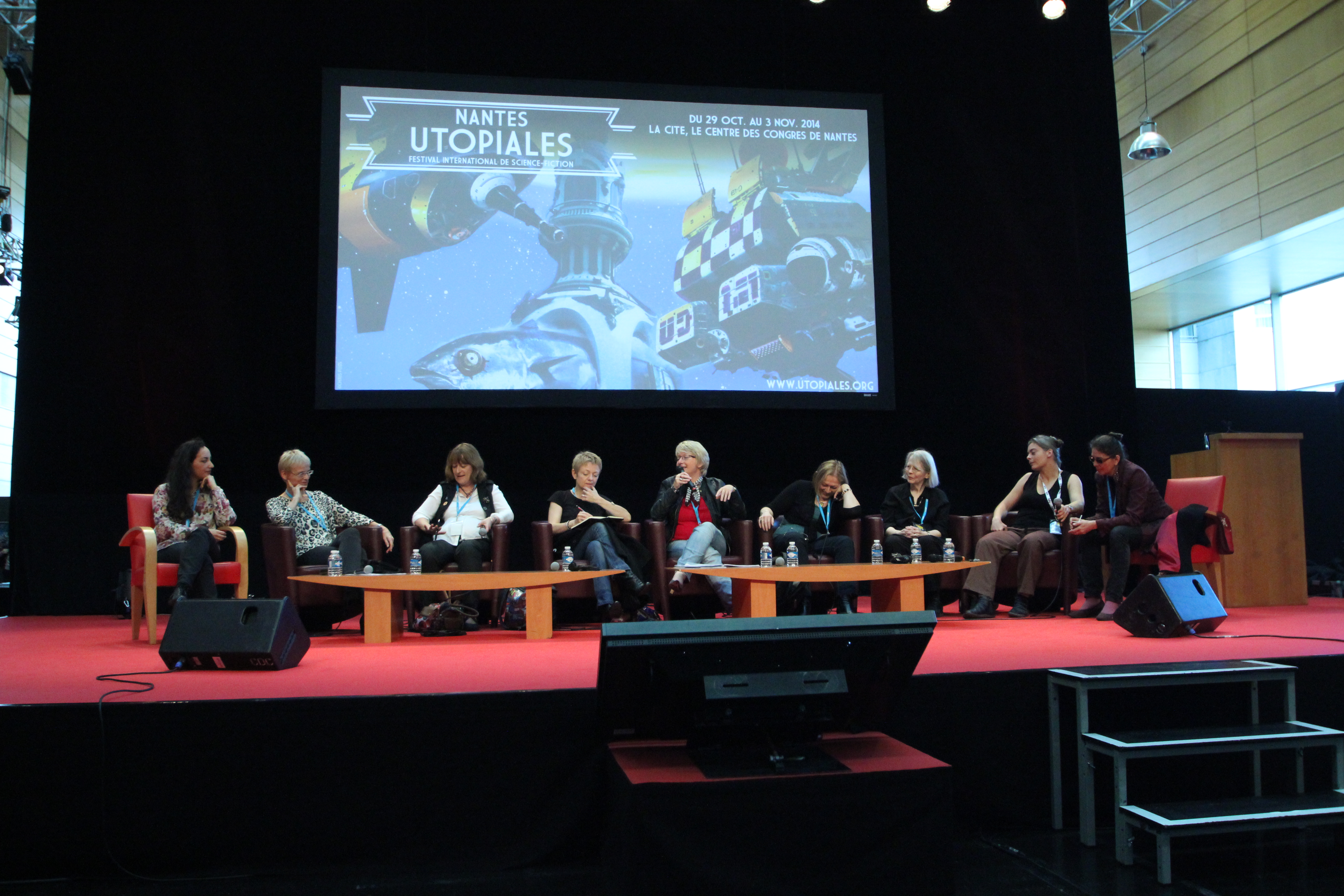
Catherine Dufour lors de la conférence "Wonder Women II" aux Utopiales 2014 (4ème en partant de la gauche)

Elle intervient dans des émission ou tables rondes sur la féminisation des métiers (France inter, 2014), les carrières féminines (Ecole Centrale de Lyon, 2016), la représentation de l'égalité professionnelle dans les manuels scolaires (Université de Rouen Normandie, 2018) ou encore la place des femmes dans les médias (France info, 2014) et dans l'informatique (APRIL, 2019).
Catherine Dufour intervient régulièrement dans les conventions et les médias sur des sujets liés à la place des femmes dans le milieu de l'imaginaire. Elle participe notamment aux tables rondes "Wonder Women II" (Utopiales, 2014), "Mécanismes de la science-fiction masculine" (Utopiales, 2016), "Le cinéma de science-fiction et les femmes" et "Entre hypersexualisation et objectification" (Intergalactiques, 2018).
En mars 2020, elle intervient dans l'émission La Méthode scientifique, sur France culture, sur le thème "SF : une littérature de genres ?", en compagnie de l'essayiste Ïan Larue et l'autrice Jeanne-A Debats. En novembre 2020, elle participe au mook sur Dune, sous la direction de Lloyd Chéry, sous la forme d'un article intitulé "La revanche des sorcières ?", qui évoque la w sororité des Bene Gesserit.
Elle intervient en 2022 dans l'émission Entendez-vous l'éco ? de Tiphaine de Rocquigny du Fayel  sur France Culture).

## Prix et distinctions
- 2002 : prix Merlin pour le roman Blanche Neige et les lance-missiles ;
- 2006 : prix Rosny aîné, prix Bob Morane et prix du Lundi pour le roman Le Goût de l’immortalité ;
- 2007 : grand prix de l'Imaginaire pour le roman Le Goût de l’immortalité ;
- 2008 : prix Bob Morane spécial pour le roman Le Goût de l'immortalité et grand prix de l'Imaginaire pour la nouvelle pour L'Immaculée conception ;
- 2019 : prix Masterton pour le roman Entends la nuit ;
- 2020 : prix Bob Morane et prix des Imaginales pour le roman Danse avec les lutins et prix des lecteurs de Bifrost pour la nouvelle Des millénaires de silence nous attendent[75].

## Œuvre

### SérieQuand les dieux buvaient
1. Blanche Neige et les Lance-missiles, Nestiveqnen, 2001, 240 p.  (ISBN 978-2-910899-29-5)Prix Merlin 2002 - Réédition en 2008 par Le Livre de poche ;
2. L'Ivresse des providers, Nestiveqnen, 2001, 240 p.  (ISBN 978-2-910899-34-9)Réédition en 2008 par Le Livre de poche ;
3. Merlin l'Ange Chanteur, Nestiveqnen, 2003, 256 p.  (ISBN 978-2-910899-69-1)Réédition en 2009 par Le Livre de poche ;
4. L'immortalité moins six minutes, Nestiveqnen, 2007, 256 p.  (ISBN 978-2-915653-37-3)Réédition en 2009 par Le Livre de poche ;
5. Blanche Neige contre Merlin l'enchanteur, Le Livre de Poche, 2009  (ISBN 978-2253125419).

### Romans
- Le Goût de l'immortalité, Mnémos, 2005  (ISBN 978-2915159523)Réédition en 2007 par le Livre de poche (ISBN 978-2253119296) - Prix Bob Morane 2006, prix Rosny aîné 2006, prix du Lundi 2006 et grand prix de l'Imaginaire 2007 ;
- Délires d'Orphée, Éditions Baleine, 2007  (ISBN 978-2842194352) ;
- Outrage et Rébellion, Denoël, 2009  (ISBN 978-2207261156)Réédition en 2012 par Folio SF (ISBN 978-2070445769) ;
- Entends la nuit[1],[76],[20], L'Atalante, coll. « La Dentelle du cygne », 2018, 348 p.  (ISBN 978-2841728756)Réédition en 2020 par le Livre de Poche (ISBN 978-2253260608). Prix Masterton 2019[77] ;
- Danse avec les lutins, L'Atalante, coll. « La Dentelle du cygne », 2019, 236 p.  (ISBN 979-1036000041)Prix Bob Morane 2020[78], Prix Imaginales 2020[79] ;
- Au bal des absents, Seuil, 2020, 224 p.  (ISBN 2021461823) ;
- Les Champs de la Lune, Robert Laffont, coll. « Ailleurs et Demain », 2024, 288 p.  (ISBN 978-2-221-27455-2).

### Essais
- L'Histoire de France pour ceux qui n'aiment pas ça, Fayard, 2012Réédition en 2013 par Le Livre de poche ;
- Le Guide des métiers pour les petites filles qui ne veulent pas finir princesses, Fayard, 2014Réédition en 2015 par Le Livre de poche ;
- La Vie sexuelle de Lorenzaccio, Mille et une nuits, 2014 ;
- Ada ou la Beauté des nombres, Fayard, 2019, 300 p.  (ISBN 978-2-213-71279-6).

### Recueils de nouvelles
- L’Accroissement mathématique du plaisir[80], Le Bélial', 2008, 448 p.  (ISBN 978-2-84344-083-0)Édition augmentée au format poche[81] : en 2011, Gallimard, 528 p.,  (ISBN 978-2070437405) ;
  - dont la nouvelle L’immaculée conception, Revue Lunatique n° 73 , Ed. Eons, 2006 - Grand prix de l'Imaginaire 2008 ;
- L'arithmétique terrible de la misère[82], Le Bélial', 2020, 384 p.  (ISBN 978-2-84344-968-0).

### Nouvelles (hors recueils)
- L’arrière-arrière-petit-neveu du chevalier Méthode, 2000, texte intégral en ligne sur catherinedufour.net ;
- Euh, 2001, texte intégral en ligne sur catherinedufour.net ;
- Wrapped wraith, 2002, texte intégral en ligne sur catherinedufour.net ;
- Alice under marmelade skies, traduction John Hywel, 2004, texte en anglais, texte intégral en ligne sur catherinedufour.net, publiée en version anglaise en 2020 dans le recueil Mirrormaze ;
- Le petit chaperon rouge contre le mariage gay, in Le journal des Imaginales 2006, 2006, texte intégral en ligne sur catherinedufour.net ;
- La Recoleta, 2007, texte intégral en ligne sur catherinedufour.net ;
- Guedeja del mar, 2008, texte intégral en ligne sur catherinedufour.net ;
- Le cahier trouvé à Astarojna, in revue Galaxie n° 5, 2009 ;
- Small jobs, in 10e biennale internationale du design de Saint Etienne, espace Extravaillances / Working dead, avec le collectif Zanzibar, mars-avril 2017, mise en son en ligne sur le site de la Biennale ;
- L’éternel été, feuilleton en 6 épisodes, in Le Nouvel Obs, juillet-août 2019 ;
- Un drone bleu Amazon, in Le 1 Hebdo, 27 mai 2020 ;
- L’instinct matériel, in exposition Sens-fiction, Tripostal, Lille, 16 septembre au 15 novembre 2020 ;
- Des millénaires de silence nous attendent, in Bifrost, octobre 2020 – Prix des lecteur-es ;
- Chanson de la dernière tour, in Rapport Vigie 2020, Scénarios de rupture à l’horizon 2040-2050, Futuribles international, décembre 2020 ;
- La folle journée de Ronron3000, in Sciences & Vie Junior Hors série, janvier 2021 ;
- Quidditch sur la lune, in Destination Lune, Ed. ANRT, 2021.

### Anthologies et ouvrages collectifs
- Appel d'air, ActuSF, 2007 ;
- Les Noëls électriques, Les Moutons électriques, 2007 ;
- Rois et capitaines, Mnémos, 2009 ;
- Nous sommes Charlie, Livre de poche, n° 33861, janvier 2015, p. 52-53.  (ISBN 978-2-253-08733-5) avec une texte titré La Une à laquelle on n'a pas échappé ;
- Au bal des actifs – Demain le travail, La Volte, 2017 ;
- No(s) futur(s), ActuSF, 2020.